# Hemma hos
Hemma hos var ett radioprogram som sändes i Sveriges Radio P3 mellan 1971 och 1976. Programledare var Kjell Alinge och Janne Forssell, underrubriken kulturfunk från de befriade områdena.

## Innehåll
Programmets improviserade och stundtals anarkistiska humor gjorde att duon fick lika många hängivna beundrare som fientliga belackare; ingen kunde vara neutral.
Ett antal ämnesområden återkom ständigt i olika varianter. Det inkluderade följande:
- De två gaphalsarna som alltid skulle bräcka varandra
- Skildringar – gärna i förortsmiljö ofta skildrade som sportevenemang med hetsiga speakerröster – av själens obotliga ensamhet och vardagslivets glåmighet
- Män och kvinnor med grava relationsproblem – hon är hon och han är han och aldrig mötas de två.

En djupt tragisk och delvis förvirrad parodi på Ring så spelar vi var minnesvärd. Forssell är i denna sketch programledare och utdelar frågan "Nämn tre av dom köttätande växter som vid mässan i Hannover slukade, med hull och hår, den då ditresta gosskören" till Alinge i telefon. Alinge är i sin tur deprimerad och beter sig ungefär som om han istället ringt till Jourhavande Medmänniska.
Andra återkommande inslag var duons något pubertala relation till den amerikanska skådespelerskan Raquel Welch samt de återkommande vrålen "Schaflonkerna kommer!". Vad/vilka dessa var förklarades aldrig.

## Återutgivningar
Några av sketcherna samlades på två LP-skivor. Dessa återutgavs tillsammans med en tredje del på CD under 2003.
- Kjell Alinge Och Janne Forssell	Hemma Hos Janne & Kjell - Kulturfunk Från De Befriade Områdena (1976 Musiklaget MLLP 8)
- Kjell Alinge Och Janne Forssell	Hemma Hos Janne & Kjell 2 - Mera Kulturfunk Från De Befriade Områdena(1977 Musiklaget MLLP 10)

Flera av sketcherna återsändes sedermera i Alinges musikprogram Eldorado några år senare.